# Robert O'Hara

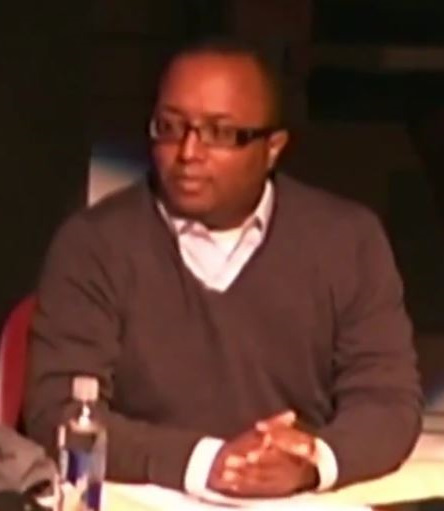
2014

Robert O'Hara (Cincinnati, 1970) è un regista teatrale e drammaturgo statunitense.

## Biografia
Ha studiato alla Tufts University di Boston e alla Columbia University di New York. A partire dagli anni novanta O'Hara ha cominciato a scrivere per il teatro, facendo il suo debutto da drammaturgo nel 1995 con Insurrection: Holding History, esordito a Los Angeles e poi portato in scena anche nell'Off-Broadway per la regia del suo mentore George C. Wolfe. Ad Insurrection sono seguiti altri drammi: Brave Blood (2001), -14: An American Maul (2007), Antebellum (2009), The Etiquette of Vigilance (2010), Bootycandy (2014) e Barbecue (2015).
Alla carriera da scrittore, O'Hara ha affiancato quella di regista. Nel corso della sua carriera ha portato spesso in scena opere di drammaturghi afroamericani, tra cui Tarell Alvin McCraney, la cui trilogia Yoruba ha portato in scena a Pittsburgh tra il 2008 e il 2009. Altre produzioni di rilievo sono state The Mountaintop (2013), il musical The Music Man (Washington, 2013),  The Wiz (Ashland, 2016), Macbeth (Denver, 2017), Enrico V (New York, 2018) e A Raisin in the Sun (Williamstown, 2019). Nel 2018 ha diretto la prima di Slave Play nell'Off-Broadway e pochi mesi dopo ha fatto il suo debutto a Broadway quando la pièce è stata riproposta sulle scene del John Golden Theatre; per Slave Play, O'Hara ha ricevuto una candidatura al Tony Award alla miglior regia di un'opera teatrale.
È dichiaratamente gay.

## Riconoscimenti
- NAACP Image Award
  - 2010 – Miglior regia per Eclipsed
- Lambda Literary Award
  - 2015 – Miglior dramma con tematiche LGBT per Bootycandy[5]
- Tony Award
  - 2021 – Candidatura alla miglior regia di un'opera teatrale per Slave Play